# Mark Hurd
Mark Vincent Hurd, född 1 januari 1957 i New York i New York, död 18 oktober 2019, var en amerikansk företagsledare inom IT-branschen. Han arbetade på NCR Corporation från 1980 till 2005, varav 2003 till 2005 som VD och koncernchef. Mellan 2005 och 2010 var han VD och koncernchef för Hewlett-Packard, som efterträdare till Carly Fiorina, där han bland annat genomförde ett stort besparingsprogram. 6 september 2010 började han på Oracle, i en delad roll som koncernchef. 18 september 2014 meddelande Larry Ellison att han skulle lämna VD-posten för att bli arbetande styrelseordförande, och efterträddes av Hurd och Safra A. Catz, som delar på VD-posten.